# Парламентские выборы в Польше
Парламентские выборы в Польше — выборы, в ходе которых польские граждане путём голосования избирают своих представителей (460 депутатов и 100 сенаторов) в двухпалатный парламент — Национальное собрание Польши, состоящее из нижней (Сейм Республики Польша) и верхней (Сенат Республики Польша) палат. Методы организации и проведения выборов, а также распределения депутатских мест определяются положениями Конституции Республики Польша и Избирательного кодекса от 5 января 2011 года (в частности, разделы III и IV).

## Основная информация
В соответствии с Конституцией парламентские выборы в Польше проводятся каждые четыре года, если не назначены досрочные выборы (в особых случаях, когда срок полномочий Сейма сокращается резолюцией Сейма или постановлением Президента Республики Польша) или срок полномочий Сейма продлевается в случае чрезвычайного положения. Выборы в Сейм и Сенат назначаются Президентом посредством постановления:
- за 90 днeй дo истeчeния 4 лeт от нaчaлa срoкa пoлнoмoчий Ceймa и Ceнaтa[7], устанавливая дату выборов на нeрaбoчий дeнь, прихoдящийся на 30-днeвный период дo истeчeния 4 лeт от нaчaлa срoкa пoлнoмoчий Ceймa и Ceнaтa[8],
- в случае сокращения срока полномочий Сейма — в выходной день[9], наступающий не позднее чем в течение 45 дней соответственно с:
  - даты вступления в силу резолюции о сокращении срока полномочий[10]
  - дня объявления решения президента о сокращении срока полномочий[11].

Решение о сокращении срока полномочий Сейма или назначении выборов относится к группе официальных актов президента, не требующих контрасигнатуры. Решение о назначении выборов публикуется в Бюллетене общественной информации и Законодательном вестнике. В день объявления решения о назначении выборов начинается период избирательной кампании. Поскольку срок полномочий Сената начинается и заканчивается вместе со сроком полномочий Сейма, то сокращение срока полномочий Сейма означает в каждом случае также сокращение срока полномочий Сената — выборы в Сейм всегда проводятся одновременно с выборами в Сенат.
Парламентские выборы в Польше проводятся: Государственной избирательной комиссией и её аппаратом — Национальное избирательное бюро, окружными избирательными комиссиями и окружными избирательными комиссиями.
Конституция Республики Польша требует, чтобы выборы в Сейм были всeoбщими, рaвными, прямыми и прoпoрциoнaльными и прoвoдятся тaйным гoлoсoвaниeм, а выборы в Сенат всеобщими, прямыми и также проводились тайным голосованием.
Право голоса на парламентских выборах имеют все граждане Польши, которым на день голосования исполнилось 18 лет, за исключением:
- лишён публичных или избирaтeльных прав вступившим в законную силу постановлением суда
- лишён права голоса вступившим в законную силу постановлением Государственного трибунала
- признан недееспособным по окончательному решению суда[20].

Право избираться предоставляется каждому лицу, oблaдaющий прaвoм избирaть, достигший нe пoзднее дня выбoрoв:
- полного 21 года — на выборах в Сейм[21]
- полных 30 лет — на выборах в Сенат[22]

В Сейм или в Сенат не может быть избрано лицо:
- приговорённое на основании вступившего в законную силу постановления суда к лишению свободы за умышленное преступление, преследуемое в порядке государственного обвинения[23]
- в отношении которого в ходе люстрационного разбирательства было вынесено вступившее в законную силу постановление суда, в котором сказано, что лицо утратило право быть избранным.[24][25].

Право выдвижения кандидатов имеют: избирательные комитеты политических партий, коалиционные избирательные комитеты и избирательные комитеты избирателей. На выборах в Сейм окружная избирательная комиссия регистрирует окружной список (который подтверждается подписями не менее 5000 избирателей, постоянно проживающих в округе). Число кандидатов в Сейм в избирательном списке должно быть не менее числа депутатов, избираемых в округе, но не более чем в два раза больше этого числа. Не менее 35 % кандидатов в списке должны составлять женщины и не менее 35 % мужчины. Избирательный комитет, зарегистрировавший списки не менее чем в половине избирательных округов, может зарегистрировать списки в остальных округах, не собирая подписи избирателей. На выборах в Сенат комитет может выдвинуть только одного кандидата от округа, для чего необходимо собрать подписи не менее 2000 избирателей, постоянно проживающих в данном округе.
Голосование на парламентских выборах проводится в день, указанный Президентом Республики Польша в решении о назначении выборов, с 7:00 до 21:00, без перерыва, на всей территории страны. Голосование в округах, созданных за рубежом или на морских судах, проводится в тот же день и в те же часы по местному времени, однако, если голосование должно закончиться на следующий день (по времени в Польше), голосование проводится накануне. Округа, созданные за границей и на кораблях, являются частью избирательных округов, соответствующих округу Средместье Варшавы.
Голосовать можно вне места жительства, в том числе за границей, а для некоторых избирателей можно также голосовать: заочно, с использованием накладок для бюллетеней, изготовленных шрифтом Брайля, с помощью другого лица или по доверенности.
Метод проведения выборов и метод конвертации голосов в депутатские места указаны в разделах III и IV Избирательного кодекса (2011): депутаты Сейма избираются по пропорциональной системе от 41 многомандатного округа. Места распределяются с использованием метода Д’Ондта с порогом в 5 % для партий и в 8 % для коалиций, также имеется квота для партий национальных меньшинств (одно место).
Государственная избирательная комиссия публикует результаты выборов в «Законодательном вестнике». Действительность выборов в Сейм и Сенат подтверждает Верховный суд. Явка избирателей не влияет на действительность выборов.
В начале 2023 года Сейм IX созыва принял 21 поправку в Избирательный кодекс, предложенные правящей партией «Право и справедливость» и анонсированные в декабре 2022 года; данные поправки в первую очередь были направлены на повышение явки избирателей на выборах (последние изменения в Избирательный кодекс принимались в 2020 году перед президентскими выборами).

## История

### Вторая Польская Республика
26 января 1919 года состоялись первые в истории Польши парламентские выборы, на которых был избран Законодательный сейм (Учредительное собрание), однопалатный парламентский орган, целью которого было принятие конституции Второй Польской Республики. Выборы проходили на основании декрета начальника государства Юзефа Пилсудского от 28 ноября 1918 года о правилах выборов. Депутаты избирались по Пропорциональные системе в 70 округах (3—16 мест) по закрытым спискам. Места распределялись по округам среди зарегистрированных списков по методу Д'Ондта и заполняются кандидатами в том порядке, в котором они были включены в список. Избирательный барьер правилам не был предусмотрен. Из запланированных 513 депутатов 26 января 1919 года был избран только 291 на части территории страны, а именно на территории бывшего Королевства Польского (исключая районы Бяла-Подляска, Белосток и Бельск), Галиции. Выборы на других территориях прошли в другие даты. Явка превысила 77 %.
В Сейм вошли несколько партий, образовавших первоначально десять парламентских клубов. Наибольшее количество голосов получили Народный национальный союз и Национальная демократия..
Следующие парламентские выборы в Польше прошли в 1922 году — выборы в Сейм состоялись 5 ноября, а в Сенат неделей позже, 12 ноября. Это были первые выборы в Польше, организованные после принятия мартовской конституции и стабилизации границ Второй Польской Республики. На выборах победила правоконсервативная колаиция Христианский союз национального единства, завоевав 163 места из 444 в Сейме и 48 мест из 111 в Сенате, что не позволило ей получить абсолютного большинства.
Выборы прошли в соответствии с Законом о выборах в Сейм от 28 июля 1922 года. 372 депутата были избраны по пропорциональной системе по окружным спискам в 64 избирательных округах (4—14 мандатов). Голосование по спискам закрыто. Избирательного барьера не было. Места распределяюлись по округам среди зарегистрированных списков по методу Д'Ондта и заполнялись кандидатами в том порядке, в котором их они были включены в данный окружный список. Ещё 72 депутата избраны по общенациональнным спискам. Места распределялись по методу Д'Ондта между списками, получившими места как минимум в 6 округах. Места заполнялись кандидатами в зависимости от порядка, в котором они были включены в национальный список. Если одно и то же лицо было избрано более чем из одного окружного списка или из окружного и национального списка одновременно, выбранный кандидат решал, какой мандат он или она хочет принять.
Третьи по счёту парламентские выборы в Польше прошли в 1928 году — 4 марта в Сейм и 11 марта в Сенат — через два года после того, как Юзеф Пилсудский совершил майский переворот. Победу одержала недавно созданная группа — Беспартийный блок сотрудничества с правительством, организация политической поддержки маршала Пилсудского и его режима «Санации». Выборы проводились по тем же правилам, что и в 1922 году.
Четвёртые по счёту парламентские выборы в Польше прошли в 1930 году — 16 ноября в Сейм и 23 ноября в Сенат. Победу вновь одержал Беспартийный блок сотрудничества с правительством, получив 47 % голосов и 249 из 444 мест в Сейме и 77 из 111 мест в Сенате. Эти выборы вошли в историю как наименее свободные выборы во Второй Польской республике из-за разногласий по Брестскому процессу и известны как «Брестские выборы» из-за Брестского процесса против руководства центристских и левых партий, входивших в блок «Центролев». Выборы проводились по тем же правилам, что и в 1922 году.
Пятые по счёту парламентские выборы в Польше прошли в 1935 году — 8 сентября в Сейм и 15 сентября в Сенат — став первыми парламентскими выборами после вступления в силу апрельской конституции, которая оформила в Польше авторитарную систему правления. Оппозиция в знак протеста бойкотировала выборы, и явка избирателей составила всего 45,9 %, что является самым низким показателем в истории Второй республики. Беспартийный блок сотрудничества с правительством получил 181 место из 206 в Сейме и все 96 мест в Сенате.
Выборы проходили в соответствии с Законом о выборах в Сейм от 8 июля 1935 года. 208 депутатов были избраны в 104 двухмандатных округах из числа кандидатов, назначенных окружными собраниями. Выборы проводились простым большинством голосов — места достались двум кандидатам, набравшим наибольшее число голосов, но не менее 10 000. Избиратель мог проголосовать за одного или двух кандидатов. Подача пустого бюллетеня приравнивалась к голосованию за кандидатов, занявших первое и второе места в окружном списке.
Шестые по счёту парламентские выборы в Польше прошли в 1938 году — 6 ноября в Сейм и 13 ноября в Сенат — и стали последними в истории Второй Польской республики. Оппозиционные партии, как и тремя годами ранее, бойкотировали выборы, в которых приняли участие только правящая партия Лагерь национального объединения, проправительственные партии национальных меньшинств и независимые кандидаты. В этих условиях Лагерь национального объединения получил 164 из 208 мест в Сейме и 66 из 96 мест в Сенате. Выборы проводились по тем же правилам, что и в 1935 году.

### Польская Народная Республика
19 января 1947 года состоялись парламентские выборы, первые в Польше после окончания Второй мировой войны, на которых был избран Законодательный сейм (Учредительное собрание), однопалатный парламентский орган, целью которого было принятие конституции Польской Народной Республики. Ещё до выборов были запрещены большинство оппозиционно настроенных к коммунистам политических партий. К 1947 году единственной реальной оппозиционной силой оставалась Польская народная партия Станислава Миколайчика. Победу на выборах одержал прокоммунистический Демократический блок (коммунисты, социалисты, народники-социалисты и демократы), набрав 80 % голосов и получив 394 места в Сейме из 444. Выборы были сфальсифицированы. Реальные результаты выборов простым гражданам не были известны. Во многих округах бюллетени сжигались без подсчёта. Часто в протоколах записывались предварительного подготовленные результаты без подсчёта голосов избирателей.
Выборы проходили в соответствии с Законом о выборах в Законодательный сейм от 22 сентября 1946 года. 372 депутата были избраны по пропорциональной системе по окружным спискам в 52 избирательных округах (3—12 мандатов). Голосование по спискам закрыто. Избирательного барьера закон не предусматривал. Места распределялись по округам по методу Д’Ондта между представленными списками и заполнялись кандидатами в порядке, в котором они были включены в данный окружной список. Оставшиеся 72 депутата были избраны по общенациональным спискам. Места распределялись по методу Д'Ондта между списками, получившими места как минимум в 6 округах, и заполнялись кандидатами в зависимости от порядка, в котором они были включены в список. Если одно и то же лицо было избрано более чем из одного окружного списка или из окружного и национального списка одновременно, выбранный кандидат решал, какой мандат он или она хочет принять.
Вторые в истории ПНР парламентские выборы прошли 26 октября 1952 года и считаются наравне с выборами 1947 наиболее несвободными за всю польскую историю. Именно они задали тон всем последующим парламентским выборам в ПНР. Избирателям предоставлялся единый список Национального фронта, в который входили коммунистическая ПОРП и подконтрольные ей Демократическая и Объединённая народная партии. Полученные места распределялись по квотам между ПОРП и союзниками. 273 места из 425 получила ПОРП. Явка превысила 95 %.
Выборы проходили в соответствии с Законом о выборах в Сейм ПНР от 1 августа 1952 года. Выборы проходили по спискам в 67 округах (4—15 мест). Кандидатов могли выдвигать только политические, профессиональные, кооперативные и крестьянские организации, Союз польской молодёжи и другие «массовые общественные организации трудящихся». Постановление разрешало регистрацию более одного списка в округе, но на практике во всех округах был зарегистрирован только один список — Национального фронта. Число кандидатов не могло превышать количество мест в округе. Помимо кандидатов в депутаты, можно было выдвигать и запасных кандидатов — в количестве, не превышающем половины числа мест в округе. Всего было представлено 195 альтернативных кандидатов. Все они получили более половины действительных голосов в своих округах и были избраны депутатами. Избиратели могли проголосовать за список или же против него, но не выбрать конкретного кандидата. Если ни один из кандидатов в округе или среди групп кандидатов не получил абсолютного большинства действительных голосов или в голосовании приняло участие менее половины лиц, имеющих право голоса, выборы в этом округе должны были быть повторены.
Третьи в истории ПНР парламентские выборы должны были пройти 16 декабря 1956 года, но были отложены из-за политических изменений в стране и состоялись 20 января 1957 года. Выборы прошли на фоне гомулковской оттепели и в более либеральной атмосфере, но все ещё оставались несвободными. Вся либерализация фактически свелась к введению тайного голосования, смягчению преследования оппозиции и к возможности поддержать или не поддержать кандидатов, указанных Фронтом единства народа, ассоциированным с коммунистическим правительством. Поэтому места в Сейме получили только коммунисты из ПОРП (241 из 459), их союзники (ОКП и ДП), а также несколько десятков беспартийных (в том числе несколько представителей движения католиков «Знак»). Поскольку члены избирательных комиссий были полностью назначены коммунистами, достоверных данных о явке и результатах голосования нет.
Выборы проводились в соответствии с Законом о выборах в Сейм ПНР от 24 октября 1956 года. 459 депутатов были избраны в 116 многомандатных округах (3—7 мест). Кандидатов, как и в 1952 году, могли выдвигать только «массовые общественные организации трудящихся». Число кандидатов должно было превышать количество мест в округе и не могло превышать это число, увеличившееся на 2/3. Разрешалось регистрировать более одного списка в округе, но на практике во всех округах был зарегистрирован только один список — Фронта единства народа. Избиратели могли исключить кандидатов из списка. Голос считался поданным за всех кандидатов, не вычеркнутых избирателем. Если число кандидатов, не вычеркнутых избирателем, превышало число депутатов, избранных в округе, голос считался отданным за кандидатов, имена которых были внесены в список первыми. Кандидаты, набравшие наибольшее количество голосов, были избраны, получив при этом абсолютное большинство действительных голосов, при явке, превышающей 50 % по округу. Если число кандидатов, получивших абсолютное большинство действительных голосов, было меньше числа мест, выделенных округу, или в голосовании приняло участие менее половины имеющих право голоса избирателей, выборы в этом округе должны были быть повторены.
Четвёртые в истории ПНР парламентские выборы прошли 16 апреля 1961 года. Как и на предыдущих выборах абсолютное большинство мест получила правящая ПОРП (256 мест из 460). также в Сейм были избраны представители её партий-сателлитов (ОКП, ДП, Znak (ассоциация)«Знак» и двух новых организаций, католики-патриоты из Ассоциации «ПАКС» и межконфессиональная Христианская социальная ассоциация), а также 37 беспартийных.
Выборы проводились в соответствии с Законом о выборах в Сейм ПНР от 24 октября 1956 года 460 депутатов были избраны в 80 многомандатных округах (4—7 мест).
Пятые в истории ПНР парламентские выборы прошли 30 мая 1965 года. Как и на предыдущих выборах места в Сейме получили правящая ПОРП (255 мест из 460)  и подконтрольные ей миноритарные партии, объединённые в единый список, также были избраны 36 беспартийных.
Выборы проводились в соответствии с Законом о выборах в Сейм ПНР от 24 октября 1956 года 460 депутатов были избраны в 80 многомандатных округах (4—8 мест).
Шестые в истории ПНР парламентские выборы прошли 1 июня 1969 года. Как и ранее места в Сейме распределились между правящей ПОРП (255 мест из 460) и её партиями-сателлитами, также были избраны 37 беспартийных.
Выборы проводились в соответствии с Законом о выборах в Сейм ПНР от 24 октября 1956 года.
Седьмые в истории ПНР парламентские выборы прошли 19 марта 1972 года. Как и на предыдущих выборах места в Сейме получили правящая ПОРП (255 мест из 460)  и подконтрольные ей миноритарные партии, объединённые в единый список, также были избраны 49 беспартийных.
Выборы проводились в соответствии с Законом о выборах в Сейм ПНР от 24 октября 1956 года.
Восьмые в истории ПНР парламентские выборы прошли 21 марта 1976 года. Как и ранее места в Сейме получили правящая ПОРП (261 место из 460) и её партии-сателлиты, также были избраны 37 беспартийных.
Выборы проводились в соответствии с Законом о выборах в Сейм ПНР и народные советы от 17 января 1976 года. 460 депутатов были избраны в 71 многомандатном округе (3—10 мест). Окружные списки составлялись провинциальными комитетами Фронта единства народа. Число кандидатов в списке должно превышать количество заполненных мест в округе, но не более чем наполовину. Избиратели могли исключить кандидатов из списка. Голос считался поданным за всех кандидатов, не вычеркнутых избирателем. Если число кандидатов, не вычеркнутых избирателем, превышало число депутатов, избранных в округе, голос считался отданным за кандидатов, имена которых были внесены в список первыми. Кандидаты, набравшие наибольшее количество голосов, были избраны, получив при этом абсолютное большинство действительных голосов, при явке, превышающей 50 % по округу. Если число кандидатов, получивших абсолютное большинство действительных голосов, было меньше числа мест, выделенных округу, или в голосовании принимало участие менее половины имеющих право голоса избирателей, выборы в этом округе должны были быть повторены.
Девятые в истории ПНР парламентские выборы прошли 23 марта 1980 года. Места в Сейме получили организации, входящие в состав Фронта единства народа (в последний раз перед его преобразованием в Патриотическое движение национального возрождения), абсолютное большинство по прежнему было у правящей ПОРП (261 место из 460), также были избраны 32 беспартийных.
Выборы проводились в соответствии с Законом о выборах в Сейм ПНР и народные советы от 17 января 1976 года. 460 депутатов были избраны в 72 многомандатных округах (3—10 мест).
Десятые в истории ПНР парламентские выборы прошли 13 октября 1985 года. Это были последние выборы в польский парламент, которые никоим образом нельзя назвать свободными, а также последние, на которых не был избран Сенат. Как и ранее места Сейме получили правящая ПОРП (245 мест из 460) и другие организации, входящие в Патриотическое движение национального возрождения, также были избраны 53 беспартийных.
Выборы проводились в соответствии с Законом о выборах в Сейм ПНР и народные советы от 29 мая 1985 года. 410 депутатов были избраны в 74 многомандатных округах (3—8 мест). Проводилось отдельное голосование по каждому мандату. Кандидаты (по 2 кандидата на каждый мандат) отбирались региональными избирательными собраниями из числа кандидатов, предложенных региональными властями, ПОРП и её сателлитами из Патриотического движения национального возрождения, а также профсоюзами, молодёжными, крестьянскими, ветеранскими, женскими и другими общереспубликанскими общественными организациями. Избиратели могли вычеркнуть кандидатов, в противном случае голос засчитывался кандидату, имя которого было указано первым. Избирались кандидаты, получившие абсолютное большинство действительных голосов из числа голосов, поданных за данный мандат, а явка в округе составляла не менее 50 %. В случае низкой явки или когда ни один из кандидатов не получил абсолютного большинства, в этом округе проводились перевыборы.
50 депутатов избраны по общенациональному избирательному списку. Количество кандидатов было равно количеству мест. Состав списка определялся Национальным избирательным собранием из числа кандидатов, предложенных Национальным советом ПРОН. Избиратели могли вычеркнуть кандидатов, в противном случае голос засчитывался кандидату, имя которого было указано первым. Избранными считались кандидаты, получившие абсолютное большинство действительных голосов из числа голосов, поданных в общенациональном избирательном списке, если явка по стране составила не менее 50 %. В случае низкой явки должны были быть проведены перевыборы.
Одиннадцатые и последние в истории ПНР парламентские выборы прошли 4 и 18 июня 1989 года, став первыми в послевоенной Польше демократическими выборами, проведённые на альтернативной основе с участием несистемной оппозиции. Годом ранее, весной-летом 1988 года Польшу захлестнула мощная забастовочная волна. В этих условиях руководству ПОРП и правительство вынуждены были пойти на переговоры с официально запрещённым на тот момент оппозиционным профсоюзом «Солидарность». В феврале — апреле 1989 года состоялся Круглый Стол, в котором участвовали представители правительства (ПОРП, аффилированные партии и ВСПС) и оппозиции («Солидарность»), а также наблюдатели (представители католической церкви и лютеранской общины). По итогам переговоров было решено возродить пост президента, избираемого двухпалатным парламентом, и Сенат, целиком избираемый на альтернативной основе, а на выборах в Сейма устанавливались квоты: за ПОРП и её сателлитами резервировалось 65 % мест в палате (299 мандатов); 35 % (161 мандат) избирались на альтернативной основе.
Формально победителями выборов в Сейм стала ПОРП (37,6 %, 173 место из 460), но на деле коммунисты не только впервые потеряли большинство в Сейме, но и потерпели сокрушительное поражение, не сумев выиграть ни одно место на альтернативной основе. Таким образом, реальным победителем выборов стала польская оппозиция в лице Гражданского комитета «Солидарность», выиграв 161 место в Сейме из 161 возможного и 99 мест из 100 на выборах в Сенат, ещё один мандат достался независимому кандидату. В результате партии-сателлиты ПОРП отказались от дальнейшего сотрудничества с ней и перешли на сторону оппозиции.
Выборы проводились в соответствии с Законом о выборах в Сейм ПНР 10-го созыва от 7 апреля 1989 года 425 депутатов были избраны в 108 многомандатных округах (2—5 мест), без ограничений по числу кандидатов. Депутаты избирались абсолютным большинством действительных голосов. Избиратели могли вычеркнуть кандидатов. Голосование против всех кандидатов было действительным, но голосование более чем за одного кандидата признавалось недействительным. Если ни один из кандидатов не набрал необходимого большинства, в данном округе проводилось ещё одно голосование. Двум кандидатам, набравшим наибольшее количество голосов, было разрешено голосовать еще раз. При этом голосовании выбор был сделан простым большинством голосов. Ещё 35 депутатов были избраны по общенациональному избирательному списку. Кандидаты выдвигались по согласованию высших органов власти. Число кандидатов равнялось количеству мест в списке. Избиратели могли вычеркнуть кандидатов, в противном случае голос засчитывался кандидату, имя которого было указано первым. Избранными были кандидаты, получившие абсолютное большинство действительных голосов из числа голосов, поданных в общенациональном избирательном списке.

### Третья Польская республика
Первые в истории Третьей Польской республики парламентские выборы состоялись 27 октября 1991 года и стали первыми полностью свободными парламентскими выборами в Польше после Второй мировой войны, так как выборы 1989 года были свободными лишь частично. На этот раз борьба за все 460 мест в Сейме и 100 мест в Сенате была открытой и демократичной. С проведением данных выборов посткоммунистическая трансформация политического строя в Польше окончательно завершилась. Первое место по итогам голосования заняла Демократическая уния, центристская коалиция во главе с Тадеушем Мазовецким, одним из лидеров «Солидарности» и первым послекоммунистическим премьер-министром Польши (1989—1991). По итогам выборов в Сейм вошли 29 партий и коалиций, 11 из которых имели всего одного депутата. Так, формальный победитель выборов, коалиция Мазовецкого, получила всего 12,32 % голосов и 62 места в Сейме. Фрагментация политической сцены вызвала дестабилизацию, что привело к изменениям в избирательном законодательстве на следующих парламентских выборах.
Выборы проходили в соответствии с Законом о выборах в Сейм Республики Польша от 28 июня 1991 года. 391 депутат был избран по спискам в 37 многомандатных округах (7—17 мандатов) с возможностью блокирования списков. Избирательный барьер законом предусмотрен не был. Места распределяются по округам между представленными списками и блоками списков (рассматриваются как один список) с использованием метода Хэра-Нимейера. Распределение полученных блоком мест среди списков блока осуществлялось тем же методом. Места, выделенные определённому списку, заполнялись кандидатами из этого списка в порядке количества полученных ими голосов.
69 депутатов были избраны по общенациональным спискам с возможностью блокировки этих списков. Места распределялись с использованием модифицированного метода Сент-Лагю между списками и блоками списков, получившими места как минимум в 5 округах или получившими не менее 5 % действительных голосов по всей стране. Распределение полученных блоком мест среди заблокированных списков осуществлялось тем же методом. Места, выделенные для данного общенационального списка, заполнялись кандидатами из этого списка в том порядке, в котором они были включены в список, за исключением кандидатов, получивших места из окружных списков.
Вторые в истории Третьей республики парламентские выборы состоялись 19 сентября 1993 года после того как Сейм Республики Польша II созыва был распущен президентом Лехом Валенсой. Выборы завершились победой умеренно левой коалиции Союз демократических левых сил (во главе с экс-коммунистами из СДРП), образовавшей коалиционное правительство с Польской крестьянской партией, занявшей 2-е место (премьер-министром стал лидер последней Вальдемар Павляк).
Выборы проходили в соответствии с Законом о выборах в Сейм Республики Польша от 28 мая 1993 года. 391 был депутат избран по спискам в 52 многомандатных округах (3—17 мандатов). Голосование проводилось за кандидатов, включённых в списки. Места распределялись по методу Д’Ондта между списками, получившими не менее 5 % голосов по всей стране (8 % в случае списков, представленных избирательными коалициями). Места, выделенные определённому списку, заполнялись кандидатами из этого списка в порядке количества полученных ими голосов.
69 депутатов избраны по общенациональным спискам. Места распределялись по методу Д’Ондта между списками, набравшими не менее 7 % действительных голосов по всей стране. Места, выделенные для данного списка, заполнялись кандидатами из списка в том порядке, в котором они были включены в список, за исключением кандидатов, получивших места из окружных списков.
Третьи в истории Третьей республики парламентские выборы состоялись 21 сентября 1997 года. Победу одержали правоцентристские партии «Избирательная акция Солидарность» и «Союз свободы». По итогам выборов в Сейм прошли 5 списков, превысивших соответствующий порог, и представители немецкого меньшинства, сформировавшие совместное коалиционное правительство во главе с Ежи Бузеком.
Выборы проходили в соответствии с Законом о выборах в Сейм Республики Польша от 28 мая 1993 года.
Конституция 1997 года и изменение административного деления 1999 года потребовали пересмотра избирательной системы, которое состоялось в апреле 2001 года. Наиболее важные изменения включали: окончательную ликвидацию общенациональных списков (ранее часть членов Сейма избиралась по партийному списку на основе общенациональной поддержки избирателей, а не от местных округов), модификация метода распределения мест по методу Сент-Лагю, который давал меньше преимуществ крупным партиям. Впрочем, уже в 2002 году было решено вернуться к методу Д’Ондта.
Четвёртые в истории Третьей республики парламентские выборы состоялись 22 сентября 2001 года и завершились победой левой коалиции Союз демократических левых сил—Уния труда, создавших правительство вместе с Польской крестьянской партией (5-е место) во главе с левым демократом Лешеком Миллером. По итогам выборов в Сейм прошли 6 списков, превысивших соответствующий порог, и представители немецкого меньшинства.
Выборы проходили в соответствии с Законом о выборах в Сейм и Сенат от 12 апреля 2001 года.
Пятые в истории Третьей республики парламентские выборы состоялись 25 сентября 2005 года. Выборы завершились победой правоконсервативной партии «Право и справедливость», которая при поддержке «Самообороны» сформировала правительство меньшинства во главе с Казимежем Марцинкевичем.
Выборы проходили в соответствии с Законом о выборах в Сейм и Сенат от 12 апреля 2001 года. Места распределялись по округам по методу Д’Ондта.
Шестые в истории Третьей республики парламентские выборы состоялись 21 октября 2007 года и завершились победой либерально-консервативной партии «Гражданская платформа». В результате выборов в Сейм прошли 4 списка и представитель немецкого меньшинства, а в Сенат вошли кандидаты от «Гражданской платформы» и «Права и справедливости», а также независимый кандидат Влодзимеж Чимошевич (член СЛД). После выборов «Гражданская платформа» сформировала правительство с Польской крестьянской партией, которое возглавил Дональд Туск.
Выборы проходили как в 2005 году.
Седьмые в истории Третьей республики парламентские выборы состоялись 9 октября 2011 года и завершились победой «Гражданской платформы».. Впервые с 1989 года правящая партия выиграла две выборные кампании подряд. По итогам выборов у власти осталась правительственная коалиция «Гражданской платформы» и Польской крестьянской партии, а Дональд Туск остался премьер-министром.
Выборы проходили в соответствии с Избирательным кодексом от 5 января 2011 года. Пропорциональные выборы в 41 округе (7—20 мест). Голосование за кандидатов, включённых в списки. Места в округах распределялись по методу Д’Ондта между списками, представленными избирательными комитетами политических партий и избирателей, получившими не менее 5 % действительных голосов по всей стране или 8 % в случае списков, представленных коалиционными избирательными комитетами. Места, отведенные определённому списку в округе, заполнялись кандидатами из этого списка в порядке количества полученных ими голосов.
Восьмые в истории Третьей республики парламентские выборы состоялись 25 октября 2015 года. Победу одержала партия «Право и справедливость», вернувшись к власти. Всего в прошли 5 партий, ещё одно место досталось немецкому меньшинству; в Сенате — помимо победителей выборов — места получили «Гражданская платформа», Польская крестьянская партия и четыре независимых кандидата. Впервые с 1989 года победитель выборов получил парламентское большинство, позволившее сформировать однопартийное правительство.
Выборы проходили в соответствии с Избирательным кодексом от 5 января 2011 года.
Девятые в истории Третьей республики парламентские выборы состоялись 13 октября 2019 года. Вторую победу подряд одержала партия «Право и справедливость». В сейм также прошли Гражданская коалиция, Польская крестьянская партия, Союз демократических левых сил и Конфедерация свободы и независимости, а одно место получило немецкое меньшинство. В Сенате места получили «Право и справедливость», «Гражданская платформа», Польская крестьянская партия и Союз демократических левых сил, а также четыре независимых кандидата.
Выборы проходили в соответствии с Избирательным кодексом от 5 января 2011 года.
Десятые в истории Третьей республики парламентские выборы состоялись 15 октября 2023 года. Первое место по голосам и местам в Сейме третий раз подряд заняла партия «Право и справедливость», но даже вместе с союзниками она не смогла получить абсолютного большинства. В результате оппозиция, представленная тремя списками, правоцентристская Гражданская коалиция («Гражданская платформа»), центристский «Третий путь» и левоцентристские «Левые», набрала суммарно более 50 % голосов и мест в Сейме, что позволило ей сформировать правительство во главе с Дональдом Туском.
Выборы проходили в соответствии с Избирательным кодексом от 5 января 2011 года.

## Список парламентских выборов

### Вторая Польская Республика
| Выборы | Палата               | Дата        | Победившая партия                                 | Лидер                  | Голоса  | Мест       | Явка    | Президент (срок)              |
| ------ | -------------------- | ----------- | ------------------------------------------------- | ---------------------- | ------- | ---------- | ------- | ----------------------------- |
| 1919   | Законодательный сейм | 26 января   | Народный национальный союз                        | Войцех Корфанты        | 28,96 % | 140 из 394 | 77,23 % | Юзеф Пилсудский (1919—1922)   |
| 1922   | Сейм                 | 5 ноября    | Христианский союз национального единства          | Станислав Гломбиньский | 29,12 % | 163 из 444 | 68,32 % | Юзеф Пилсудский (1919—1922)   |
| 1922   | Сенат                | 12 ноября   | Христианский союз национального единства          | Станислав Гломбиньский | 39,09 % | 48 из 111  | 61,61 % | Юзеф Пилсудский (1919—1922)   |
| 1928   | Сейм                 | 4 марта     | Беспартийный блок сотрудничества с правительством | Валерий Славек         | 21,03 % | 125 из 444 | 78,34 % | Игнаций Мосцицкий (1926—1939) |
| 1928   | Сенат                | 11 марта    | Беспартийный блок сотрудничества с правительством | Валерий Славек         | 28,84 % | 48 из 111  | 63,88 % | Игнаций Мосцицкий (1926—1939) |
| 1930   | Сейм                 | 16 ноября   | Беспартийный блок сотрудничества с правительством | Валерий Славек         | 46,70 % | 249 из 444 | 74,83 % | Игнаций Мосцицкий (1926—1939) |
| 1930   | Сенат                | 23 ноября   | Беспартийный блок сотрудничества с правительством | Валерий Славек         | 54,66 % | 77 из 111  | 63,43 % | Игнаций Мосцицкий (1926—1939) |
| 1935   | Сейм                 | 8 сентября  | Беспартийный блок сотрудничества с правительством | Валерий Славек         | 86,61 % | 181 из 206 | 45,95 % | Игнаций Мосцицкий (1926—1939) |
| 1935   | Сенат                | 15 сентября | Беспартийный блок сотрудничества с правительством | Валерий Славек         | н/д     | 96 из 96   | 62,55 % | Игнаций Мосцицкий (1926—1939) |
| 1938   | Сейм                 | 6 ноября    | Лагерь национального объединения                  | Адам Коц               | н/д     | 164 из 208 | 67,09 % | Игнаций Мосцицкий (1926—1939) |
| 1938   | Сенат                | 13 ноября   | Лагерь национального объединения                  | Адам Коц               | н/д     | 66 из 96   | ≈70 %   | Игнаций Мосцицкий (1926—1939) |

1. ↑  Указана доля проголосовавших.
2. ↑  Указана явка на территории бывшего Королевства Польского, где проводились выборы (исключая округа Бяла-Подляска, Белосток и Бельск), без Конинского и Цеханувского округов, которые не прислали никаких материалов.
3. ↑  Начальник государства.

### Польская Народная Республика
| Выборы | Дата       | Победившая партия                                                       | Лидер                          | Голоса    | Мест                  | Явка    | Президент (срок)                |
| ------ | ---------- | ----------------------------------------------------------------------- | ------------------------------ | --------- | --------------------- | ------- | ------------------------------- |
| 1947   | 19 января  | Демократический блок                                                    | Болеслав Берут                 | 80,07 %   | 394 из 444            | 89,30 % | Болеслав Берут (1944—1952)      |
| 1952   | 26 октября | Польская объединённая рабочая партия                                    | Болеслав Берут                 | 99,80 %   | 273 из 425            | 95,03 % | Болеслав Берут (1944—1952)      |
| 1957   | 20 января  | Польская объединённая рабочая партия                                    | Владислав Гомулка              | 98,40 %   | 239 из 459            | 94,14 % | Александр Завадский (1952—1964) |
| 1961   | 16 апреля  | Польская объединённая рабочая партия                                    | Владислав Гомулка              | 98,34 %   | 256 из 460            | 94,83 % | Александр Завадский (1952—1964) |
| 1965   | 30 мая     | Польская объединённая рабочая партия                                    | Владислав Гомулка              | 98,81 %   | 255 из 460            | 96,62 % | Эдвард Охаб (1964—1968)         |
| 1969   | 1 июня     | Польская объединённая рабочая партия                                    | Владислав Гомулка              | 99,22 %   | 255 из 460            | 97,61 % | Мариан Спыхальский (1968—1970)  |
| 1972   | 19 марта   | Польская объединённая рабочая партия                                    | Эдвард Герек                   | 99,53 %   | 255 из 460            | 97,94 % | Юзеф Циранкевич (1970—1972)     |
| 1976   | 21 марта   | Польская объединённая рабочая партия                                    | Эдвард Герек                   | 99,43 %   | 261 из 460            | 98,27 % | Генрик Яблоньский (1972—1985)   |
| 1980   | 23 марта   | Польская объединённая рабочая партия                                    | Валерий Славек                 | 99,52 %   | 261 из 460            | 98,87 % | Генрик Яблоньский (1972—1985)   |
| 1985   | 13 октября | Польская объединённая рабочая партия                                    | Войцех Ярузельский             | 55,40     | 245 из 460            | 78,86 % | Генрик Яблоньский (1972—1985)   |
| 1989   | 4 июня     | Польская объединённая рабочая партия Гражданский комитет «Солидарность» | Войцех Ярузельский Лех Валенса | 37,6 35,0 | 173 из 460 161 из 460 | 62,7 %  | Войцех Ярузельский (1985—1989)  |

1. ↑  Во всех случаях, за исключением выборов 1947 и 1989 годов указана доля проголосовавших за коалицию, в которую входила партия-победитель.
2. ↑  С 5 июля 1945 по 4 февраля 1947 — Президент Крайовой Рады Народовой, с 4 февраля 1947 по 20 ноября 1952 — Президент Польской Республики, с 20 ноября 1952 по 19 июля 1989 — Председатель Государственного совета ПНР.
3. ↑  Выборы в Законодательный сейм[пол.].
4. ↑  Польская объединённая рабочая партия указана как партия, занявшая первое место по голосам и количеству мандатов в Сейме.
5. ↑  Гражданский комитет «Солидарность»[пол.] указан как реальный победитель выборов, так как выиграл все места в Сейме на альтернативной основе.

### Третья Польская Республика
Выборы в Сейм в современной Польской республике.
| Выборы | Дата        | Победившая партия                | Лидер                  | Сейм    | Сейм       | Сенат   | Сенат     | Явка    | Президент (срок)                   |
| Выборы | Дата        | Победившая партия                | Лидер                  | Голоса  | Мест       | Голоса  | Мест      | Явка    | Президент (срок)                   |
| ------ | ----------- | -------------------------------- | ---------------------- | ------- | ---------- | ------- | --------- | ------- | ---------------------------------- |
| 1991   | 26 января   | Демократическая уния             | Тадеуш Мазовецкий      | 12,32 % | 62 из 460  | 16,42 % | 21 из 100 | 43,20 % | Лех Валенса (1990—1995)            |
| 1993   | 19 сентября | Союз демократических левых сил   | Александр Квасьневский | 20,41 % | 171 из 460 | 18,45 % | 37 из 100 | 68,32 % | Лех Валенса (1990—1995)            |
| 1997   | 21 сентября | Избирательная акция Солидарность | Мариан Кшаклевский     | 33,83 % | 201 из 460 | 25,26 % | 51 из 100 | 47,93 % | Александр Квасьневский (1995—2005) |
| 2001   | 23 сентября | СДЛС—УТ                          | Лешек Миллер           | 41,04 % | 216 из 460 | 38,91 % | 75 из 100 | 46,29 % | Александр Квасьневский (1995—2005) |
| 2005   | 25 сентября | Право и справедливость           | Ярослав Качиньский     | 26,99 % | 155 из 460 | 40,57 % | 49 из 100 | 63,88 % | Александр Квасьневский (1995—2005) |
| 2007   | 21 октября  | «Гражданская платформа»          | Дональд Туск           | 41,51 % | 209 из 460 | 39,14 % | 60 из 100 | 53,88 % | Лех Качиньский (2005—2010)         |
| 2011   | 9 октября   | «Гражданская платформа»          | Дональд Туск           | 39,18 % | 207 из 460 | 35,60 % | 63 из 100 | 48,92 % | Бронислав Коморовский (2010—2015)  |
| 2015   | 25 октября  | Право и справедливость           | Ярослав Качиньский     | 37,58 % | 235 из 460 | 39,99 % | 61 из 100 | 50,92 % | Анджей Дуда (2015—н. в.)           |
| 2019   | 13 октября  | Право и справедливость           | Ярослав Качиньский     | 43,59 % | 235 из 460 | 44,56 % | 48 из 100 | 61,74 % | Анджей Дуда (2015—н. в.)           |
| 2023   | 15 октября  | Право и справедливость           | Ярослав Качиньский     | 35,38 % | 194 из 460 | 34,81 % | 34 из 100 | 74,38 % | Анджей Дуда (2015—н. в.)           |

1. 1 2  Указана доля проголосовавших.
2. ↑  В условиях высокой фрагментации парламента (в Сейм прошли 29 политических партий, в Сенат — 22) Ян Ольшевский (Соглашение Центра[пол.]) сформировал правительство меньшинства вместе с Народной христианской партией[пол.], Христианским национальным союзом[пол.] и ПНП — Народное соглашение[пол.] при условной поддержке со стороны Польской крестьянской партии, списка «Солидарности»[пол.] и других второстепенных партий.
3. ↑  Союз демократических левых сил сформировал коалиционное правительство с Польской крестьянской партией, занявшей 2-е место (премьер-министром стал лидер последней Вальдемар Павляк).
4. ↑  «Избирательная акция Солидарность» и «Союз свободы» (3-е место в Сейме) сформировали коалиционное правительство во главе с Ежи Бузеком.
5. ↑  Коалиция Союз демократических левых сил—Уния труда сформировала правительство вместе с Польской крестьянской партией (5-е место) во главе с левым демократом Лешеком Миллером.
6. ↑  «Право и справедливость» при поддержке «Самообороны Республики Польша» и Лиги польских семей сформировала правительство меньшинства во главе с Казимежем Марцинкевичем.
7. ↑  «Гражданская платформа» сформировала правительство с Польской крестьянской партией (4-е место), которое возглавил лидер ГП Дональд Туск.
8. ↑  По итогам выборов у власти осталась правительственная коалиция «Гражданской платформы» и Польской крестьянской партии во главе с Дональдом Туском.
9. ↑  Впервые с 1989 года победитель выборов получил парламентское большинство, позволившее сформировать однопартийное правительство.
10. ↑  «Право и справедливость» вновь получило парламентское большинство, позволившее ей сформировать однопартийное правительство.
11. ↑  Правительство во главе с Дональдом Туском сформировали правоцентристская Гражданская коалиция («Гражданская платформа»), центристский «Третий путь» и левоцентристские «Левые».